# Simone Corsi
Simone Corsi (24 de abril de 1987, Roma, Italia) es un expiloto profesional de motociclismo.

## Biografía

### Primera parte en 125cc
Simone Corsi comenzó en el escenario mundialista en la categoría del octavo de litro en el 2003 con la Honda. Su mejor resultado en carrera fue en el Gran Premio de Portugal donde finalizó 9.º y acabó en el 19.º puesto del mundial.
Siguió con Honda una temporada más con la que consiguió su primer podio del mundial en el GP de Japón. Mejoró su resultado en la general al finalizar 13.º con 61 puntos.

### 250cc
Ascendió a la categoría de 250cc siendo muy precoz con apenas 18 años. Obtuvo la 14.ª posición pilotando para Aprilia. Al finalizar la temporada retornó a 125cc, pero esta vez con el equipo Gilera.

### Vuelta a 125cc
En su segunda etapa en 125cc hizo buenas temporadas, cabiendo destacar la temporada 2008 donde consiguió 7 podios, 4 victorias y el subcampeonato de esta categoría. En el Gran Premio de Turquía de 2007, obtuvo su 1.ª victoria en el Campeonato del mundo de Motociclismo.

### Moto2
En 2010 ficha por el Team JiR. En el GP de Catar, consigue sus primeros puntos quedando octavo en la carrera. En ese mismo año, obtuvo 2 podios, siendo 3.º en los grandes premios de Francia e Italia. Tras acabar la temporada, obtuvo la 5.ª posición del mundial, siendo su mejor resultado en una temporada de Moto2.
Desde 2010 hasta 2022, obtuvo 9 podios y 2 poles positions. Su mejor resultado en carrera, fue la 2.ª posición obtenida en los grandes premios de Alemania de 2013, Francia de 2014 y lo mismo que repetiría en este último circuito en 2016, que en esta última edición, resultó ser su último podio en el Campeonato del mundo de Motociclismo.
Actualmente es Director Deportivo del equipo Forward Racing, escuadra que estuvo durante las temporadas 2013, 2014, 2015, 2020, 2021 y 2022 como piloto titular, mientras que en 2024, disputó como piloto Wildcard en el Gran Premio Solidario de Barcelona, siendo esta su última carrera. En esta estructura, compitió con los chasis Kalex, Forward KLX, MV Agusta y Forward.

### CIV, WorldSSP y retirada
Fue campeón de Supersport en el campeonato italiano de motociclismo en 2023. En dicha temporada, también participó en algunas carreras del Mundial de Supersport.
En 2024 se consagró campeón de la Challenge Supersport. A finales de año, anunció su retirada como piloto.

## Resultados

### Por temporada
| Temp. | Cat.  | Moto        | Equipo                      | Carreras | Victorias | Podios | Poles | V.Ráp. | Pts  | Pos. |
| ----- | ----- | ----------- | --------------------------- | -------- | --------- | ------ | ----- | ------ | ---- | ---- |
| 2002  | 125cc | Honda       | Polini                      | 1        | 0         | 0      | 0     | 0      | 0    | NC   |
| 2003  | 125cc | Honda       | Team Scot                   | 14       | 0         | 0      | 0     | 0      | 32   | 19.º |
| 2004  | 125cc | Honda       | Kopron Team Scot            | 16       | 0         | 1      | 0     | 0      | 61   | 13.º |
| 2005  | 250cc | Aprilia     | MS Aprilia Italia Corse     | 16       | 0         | 0      | 0     | 0      | 59   | 14.º |
| 2006  | 125cc | Gilera      | Squadra Corse Metis Gilera  | 14       | 0         | 0      | 0     | 0      | 79   | 12.º |
| 2007  | 125cc | Aprilia     | Skilled Racing Team         | 17       | 1         | 2      | 0     | 0      | 168  | 6.º  |
| 2008  | 125cc | Aprilia     | Jack & Jones WRB            | 17       | 4         | 7      | 3     | 2      | 225  | 2.º  |
| 2009  | 125cc | Aprilia     | Fontana Racing              | 16       | 0         | 2      | 0     | 0      | 81   | 11.º |
| 2010  | Moto2 | Motobi      | JiR Moto2                   | 17       | 0         | 2      | 0     | 0      | 138  | 5.º  |
| 2011  | Moto2 | FTR         | IodaRacing Project          | 17       | 0         | 2      | 0     | 0      | 127  | 6.º  |
| 2012  | Moto2 | FTR         | Came IodaRacing Project     | 17       | 0         | 0      | 1     | 0      | 87   | 11.º |
| 2013  | Moto2 | Speed Up    | NGM Mobile Racing           | 17       | 0         | 1      | 0     | 0      | 105  | 11.º |
| 2014  | Moto2 | Forward KLX | NGM Forward Racing          | 12       | 0         | 2      | 0     | 0      | 100  | 7.º  |
| 2014  | Moto2 | Kalex       | NGM Forward Racing          | 12       | 0         | 2      | 0     | 0      | 100  | 7.º  |
| 2015  | Moto2 | Kalex       | Athinà Forward Racing       | 17       | 0         | 0      | 0     | 0      | 86   | 12.º |
| 2016  | Moto2 | Speed Up    | Speed Up Racing             | 18       | 0         | 2      | 0     | 0      | 103  | 10.º |
| 2017  | Moto2 | Speed Up    | Speed Up Racing             | 18       | 0         | 0      | 0     | 0      | 117  | 9.º  |
| 2018  | Moto2 | Kalex       | Tasca Racing Scuderia Moto2 | 18       | 0         | 0      | 0     | 0      | 53   | 14.º |
| 2019  | Moto2 | Kalex       | Tasca Racing Scuderia Moto2 | 9        | 0         | 0      | 0     | 0      | 10   | 24.º |
| 2019  | Moto2 | NTS         | NTS RW Racing GP            | 2        | 0         | 0      | 0     | 0      | 10   | 24.º |
| 2020  | Moto2 | MV Agusta   | MV Agusta Forward Racing    | 14       | 0         | 0      | 0     | 0      | 15   | 24.º |
| 2021  | Moto2 | MV Agusta   | MV Agusta Forward Racing    | 14       | 0         | 0      | 1     | 0      | 16   | 24.º |
| 2022  | Moto2 | MV Agusta   | MV Agusta Forward Racing    | 19       | 0         | 0      | 0     | 0      | 0    | 35.º |
| 2024  | Moto2 | Forward     | Klint Forward Factory Team  | 1        | 0         | 0      | 0     | 0      | 0    | 40.º |
| Total | Total | Total       | Total                       | 321      | 5         | 21     | 5     | 2      | 1666 |      |

- * Temporada en curso.

### Por categoría
| Cat.   | Temporada            | 1.er Gran Premio | 1.er Podio      | 1.ª Victoria    | Carreras | Victorias | Podios | Poles | V.Ráp. | Pts  | CM |
| ------ | -------------------- | ---------------- | --------------- | --------------- | -------- | --------- | ------ | ----- | ------ | ---- | -- |
| 125 cc | 2002-2004, 2006-2009 | Italia 2002      | Japón 2004      | Turquía 2007    | 95       | 5         | 12     | 3     | 2      | 646  | 0  |
| 250cc  | 2005                 | España 2005      |                 |                 | 16       | 0         | 0      | 0     | 0      | 59   | 0  |
| Moto2  | 2010-2022, 2024      | Catar 2010       | Francia 2010    |                 | 210      | 0         | 9      | 2     | 0      | 961  | 0  |
| Total  | 2002–2022, 2024      | 2002–2022, 2024  | 2002–2022, 2024 | 2002–2022, 2024 | 321      | 5         | 21     | 5     | 2      | 1666 | 0  |

### Carreras por año
(Carreras en negrita indica pole position, carreras en cursiva indica vuelta rápida)
| Año  | Cat.  | Moto        | 1       | 2       | 3       | 4       | 5       | 6       | 7       | 8       | 9       | 10      | 11      | 12      | 13      | 14      | 15      | 16      | 17      | 18      | 19     | 20      | Pos. | Pts. |
| ---- | ----- | ----------- | ------- | ------- | ------- | ------- | ------- | ------- | ------- | ------- | ------- | ------- | ------- | ------- | ------- | ------- | ------- | ------- | ------- | ------- | ------ | ------- | ---- | ---- |
| 2002 | 125cc | Honda       | JPN     | RSA     | SPA     | FRA     | ITA 22  | CAT     | NED     | GBR     | GER     | CZE     | POR     | RÍO     | PAC     | MAL     | AUS     | VAL     |         |         |        |         | NC   | 0    |
| 2003 | 125cc | Honda       | JPN 12  | RSA 14  | SPA 21  | FRA 14  | ITA 12  | CAT 15  | NED 12  | GBR Ret | GER 9   | CZE Ret | POR 9   | RÍO 22  | PAC 15  | MAL     | AUS     | VAL Ret |         |         |        |         | 19.º | 32   |
| 2004 | 125cc | Honda       | RSA 14  | SPA 12  | FRA 15  | ITA 11  | CAT Ret | NED 18  | RÍO 13  | GER 12  | GBR 5   | CZE 9   | POR Ret | JPN 3   | QAT Ret | MAL Ret | AUS 16  | VAL 8   |         |         |        |         | 13.º | 61   |
| 2005 | 250cc | Aprilia     | SPA 9   | POR 17  | CHN 8   | FRA 11  | ITA 9   | CAT 5   | NED 10  | GBR 6   | GER Ret | CZE Ret | JPN 11  | MAL Ret | QAT 17  | AUS 16  | TUR Ret | VAL Ret |         |         |        |         | 14.º | 59   |
| 2006 | 125cc | Gilera      | SPA 11  | QAT 9   | TUR 4   | CHN 10  | FRA 10  | ITA 10  | CAT Ret | NED 4   | GBR 13  | GER 5   | CZE 15  | MAL 15  | AUS DNS | JPN DNQ | POR 9   | VAL 19  |         |         |        |         | 12.º | 79   |
| 2007 | 125cc | Aprilia     | QAT 5   | SPA Ret | TUR 1   | CHN 5   | FRA 8   | ITA 3   | CAT 7   | GBR 10  | NED 5   | GER 4   | CZE 7   | RSM Ret | POR 4   | JPN 6   | AUS 4   | MAL 7   | VAL 12  |         |        |         | 7.º  | 168  |
| 2008 | 125cc | Aprilia     | QAT 7   | SPA 1   | POR 1   | CHN Ret | FRA 13  | ITA 1   | CAT 5   | GBR 5   | NED 3   | GER 5   | CZE 10  | RSM 3   | IND 7   | JPN 7   | AUS 8   | MAL 3   | VAL 1   |         |        |         | 2.º  | 225  |
| 2009 | 125cc | Aprilia     | QAT 14  | JPN 15  | SPA 14  | FRA Ret | ITA 18  | CAT 16  | NED 8   | GER Ret | GBR 2   | CZE Ret | IND 3   | RSM 7   | POR Ret | AUS 5   | MAL Ret | VAL 4   |         |         |        |         | 11.º | 81   |
| 2010 | Moto2 | Motobi      | QAT 8   | SPA 5   | FRA 3   | ITA 3   | GBR Ret | NED 12  | CAT 6   | GER Ret | CZE 8   | IND 5   | RSM 4   | ARA 5   | JPN 11  | MAL 10  | AUS 8   | POR 14  | VAL 7   |         |        |         | 5.º  | 138  |
| 2011 | Moto2 | FTR         | QAT 6   | SPA 3   | POR 5   | FRA 7   | CAT 4   | GBR 10  | NED 14  | ITA 7   | GER 8   | CZE 9   | IND 14  | RSM 10  | ARA 3   | JPN 5   | AUS 15  | MAL Ret | VAL Ret |         |        |         | 6.º  | 127  |
| 2012 | Moto2 | FTR         | QAT 8   | SPA 17  | POR Ret | FRA Ret | CAT 5   | GBR 5   | NED Ret | GER 6   | ITA 18  | IND 8   | CZE 5   | RSM Ret | ARA 7   | JPN 6   | MAL 22  | AUS 6   | VAL 17  |         |        |         | 11.º | 88   |
| 2013 | Moto2 | Speed Up    | QAT 7   | AME 15  | SPA 13  | FRA 11  | ITA 7   | CAT 10  | NED Ret | GER 2   | IND 6   | CZE 9   | GBR 9   | RSM Ret | ARA Ret | MAL 11  | AUS 4   | JPN Ret | VAL 4   |         |        |         | 11.º | 108  |
| 2014 | Moto2 | Forward KLX | QAT 5   | AME 5   | ARG 5   | SPA Ret |         |         |         |         |         |         |         |         |         |         |         |         |         |         |        |         | 7.º  | 100  |
| 2014 | Moto2 | Kalex       |         |         |         |         | FRA 2   | ITA 4   | CAT Ret | NED 13  | GER 3   | IND 5   | CZE 12  | GBR Ret | RSM     | ARA     | JPN     | AUS     | MAL     | VAL     |        |         | 7.º  | 100  |
| 2015 | Moto2 | Kalex       | QAT Ret | AME 11  | ARG Ret | SPA 8   | FRA 18  | ITA Ret | CAT 13  | NED 10  | GER 4   | IND     | CZE 11  | GBR Ret | RSM 4   | ARA 9   | JPN 7   | AUS 13  | MAL 9   | VAL 9   |        |         | 12.º | 86   |
| 2016 | Moto2 | Speed Up    | QAT 3   | ARG 20  | AME 6   | SPA Ret | FRA 2   | ITA 12  | CAT Ret | NED 7   | GER Ret | AUT Ret | CZE 19  | GBR 8   | RSM Ret | ARA 9   | JPN 6   | AUS 7   | MAL 11  | VAL 11  |        |         | 10.º | 103  |
| 2017 | Moto2 | Speed Up    | QAT 17  | ARG 6   | AME 7   | SPA Ret | FRA 8   | ITA 8   | CAT 11  | NED Ret | GER 4   | CZE 6   | AUT 11  | GBR 6   | RSM 7   | ARA 7   | JPN 21  | AUS 7   | MAL 11  | VAL 9   |        |         | 9.º  | 117  |
| 2018 | Moto2 | Kalex       | QAT 14  | ARG 23  | AME 12  | SPA 12  | FRA 14  | ITA 10  | CAT 12  | NED 15  | GER 8   | CZE 15  | AUT Ret | GBR C   | RSM 11  | ARA 12  | THA 10  | JPN Ret | AUS 19  | MAL 16  | VAL 10 |         | 14.º | 53   |
| 2019 | Moto2 | Kalex       | QAT 19  | ARG Ret | AME 8   | SPA Ret | FRA Ret | ITA Ret | CAT 14  | NED Ret | GER 21  | CZE     | AUT     | GBR     |         |         |         |         |         |         |        |         | 24.º | 10   |
| 2019 | Moto2 | NTS         |         |         |         |         |         |         |         |         |         |         |         |         | RSM 19  | ARA 21  | THA     | JPN     | AUS     | MAL     | VAL    |         | 24.º | 10   |
| 2020 | Moto2 | MV Agusta   | QAT 21  | SPA 15  | AND Ret | CZE DNS | AUT 20  | EST 20  | RSM 14  | ERM 12  | CAT 15  | FRA 16  | ARA 10  | TER 15  | EUR Ret | VAL 17  | POR Ret |         |         |         |        |         | 24.º | 15   |
| 2021 | Moto2 | MV Agusta   | QAT DNS | DOH     | POR     | SPA Ret | FRA 9   | ITA Ret | CAT 16  | GER Ret | NED 21  | EST 25  | AUT 19  | GBR 22  | ARA 10  | RSM Ret | AME 13  | ERM 19  | ALG 17  | VAL DNS |        |         | 24.º | 16   |
| 2022 | Moto2 | MV Agusta   | QAT 18  | INA Ret | ARG 17  | AME Ret | POR Ret | SPA 18  | FRA 16  | ITA Ret | CAT 22  | GER Ret | NED 20  | GBR 20  | AUT 20  | RSM Ret | ARA 19  | JPN Ret | THA 24  | AUS Ret | MAL    | VAL Ret | 35.º | 0    |
| 2024 | Moto2 | Forward     | QAT     | POR     | AME     | SPA     | FRA     | CAT     | ITA     | NED     | GER     | GBR     | AUT     | ARA     | RSM     | ERM     | INA     | JPN     | AUS     | THA     | MAL    | SLD 26  | 40.º | 0    |

- * Temporada en curso.